# Micrasema baitinum
Micrasema baitinum är en nattsländeart som beskrevs av Martin E. Mosely 1938. Micrasema baitinum ingår i släktet Micrasema och familjen bäcknattsländor. Inga underarter finns listade i Catalogue of Life.